# إدوين هوليداي
إدوين هوليداي (بالإنجليزية: Edwin Holliday) هو لاعب كرة قدم بريطاني، ولد في 7 يونيو 1939 في ليدز في المملكة المتحدة. شارك مع منتخب إنجلترا تحت 21 سنة لكرة القدم ومنتخب إنجلترا لكرة القدم. أما مع النوادي، فقد لعب مع شيفيلد وينزداي ونادي بيتربورو يونايتد ونادي ميدلزبره ونادي هيرفورد ونادي ووركينغتون.